# Coffee and Cigarettes
Coffee and Cigarettes är namnet på tre kortfilmer och en långfilm, som tillsammans bildar en episodfilm från 2003, samtliga i regi av Jim Jarmusch. Med de tre kortfilmerna inräknade består långfilmen av 11 vinjetter, som har gemensamt att det förekommer kaffe och cigaretter i någon form. Alla vinjetterna är filmade i svartvitt.

## Vinjetter
Vinjetterna i den ordning de förekommer i filmen:
Strange to Meet You (1986)
Denna vinjett utgörs av den första, fristående kortfilmen som ursprungligen hade titeln Coffee and Cigarettes. Roberto Benigni och Steven Wright samtalar om kaffe och cigaretter.
Twins (1989)
Originaltitel som fristående kortfilm var Coffee and Cigarettes, Memphis Version. Joie Lee och Cinqué Lee är ett tvillingpar som samtalar på ett kafé. Steve Buscemi spelar deras servitör som berättar om sin teori om att Elvis Presley hade en ond tvilling.
Somewhere in California (1993)
Originaltitel Coffee and Cigarettes - Somewhere in California. Musikerna Tom Waits och Iggy Pop sitter på ett fik och röker cigaretter för att fira att de slutat röka, dricker kaffe och har ett obekvämt samtal. Kortfilmen vann en Guldpalm för bästa kortfilm vid filmfestivalen i Cannes.
(Resterande vinjetter spelades in 2003 enkom till långfilmen):
Those Things'll Kill Ya
Joseph Rigano och Vinny Vella samtalar om farorna med rökning över en kopp kaffe.
Renée
Renée French (som sig själv) dricker kaffe medan hon bläddrar i en vapentidning. E.J. Rodríguez spelar en angelägen servitör.
No Problem
Alex Descas och Isaach de Bankolé är två vänner som samtalar över en kopp kaffe och cigaretter. Som svar på Isaachs upprepade frågor bedyrar Alex att han inte har några problem.
Cousins
Cate Blanchett spelar sig själv och en fiktiv kusin (Shelly). De två möts över en kopp kaffe i en hotellounge, där rökning är förbjuden.
Jack Shows Meg His Tesla Coil
Jack och Meg White (från bandet The White Stripes) samtalar över en kopp kaffe och cigaretter. Jack berättar om Nikola Tesla och visar Meg en teslaspole han säger att han byggt själv.
Cousins?
De brittiska skådespelarna Alfred Molina och Steve Coogan samtalar över en kopp te. Molina vill berätta att han släktforskat och att de två är släkt på långt håll. Coogan avvisar hans närmande tills Molina får ett samtal från Spike Jonze, men då visar det sig att det är för sent att ändra sig.
Delirium
Hiphop-artisterna och kusinerna GZA och RZA (från Wu-Tang Clan) dricker koffeinfritt örtte och samtalar med sin servitör (Bill Murray) om farorna med koffein och cigaretter.
Champagne
William "Bill" Rice och Taylor Mead tillbringar sin kafferast med ett nostalgiskt samtal.